# شهرداری سیرکولانه
شهرداری سیرکولانه (به لاتین: Municipality of Cirkulane) یک منطقهٔ مسکونی در اسلوونی است که در اسلوونی واقع شده‌است. شهرداری سیرکولانه ۳۲٫۰۷ کیلومتر مربع مساحت و ۲٬۳۰۰ نفر جمعیت دارد.